# 全日本少年少女武道錬成大会 (少林寺拳法)
全日本少年少女武道錬成大会 （少林寺拳法）（ぜんにほんしょうねんしょうじょぶどうれんせいたいかい しょうりんじけんぽう）は、毎年夏に日本武道館で開催される、小中学生を対象とした少林寺拳法の全国大会。

## 概要
少林寺拳法を通して心身の錬磨と相互の親睦を図り、青少年の健全な育成を図る趣旨のもとに、毎年全国各地の道場に所属する数千名にものぼる小中学生が日本武道館に集結して開催される少林寺拳法の大会。
- 基本錬成は男女別、学年別の区別はなく基本突き、蹴りや相対演錬で共に触れ合い、汗を流すことを目的とする。
- 演武錬成は男女別、学年別の区分のない小学生1級の部、2級の部、3級の部、4級の部、5級の部、6級の部、見習い～7級の部で構成される規定組演武、男女別、学年別の区分のない中学生有段の部、段外の部、小学生有段の部で構成される自由組演武、学年別、男女別、有段、段外の区分のない中学生の部、男女別、学年別の区分のない小学生有段の部、3級～1級の部、見習い～4級の部で構成される団体演武、小学3年生以下で見習い～7級の部で構成される単独基本演武がある。
- 稽古錬成は単演基本法形及び演武練習を、参加拳士全員で行う。